# Lefty (bicicleta)
La Lefty es un sistema de suspensión para bicicleta de montaña desarrollado por la empresa estadounidense Cannondale.

## La revolución tecnológica del Lefty

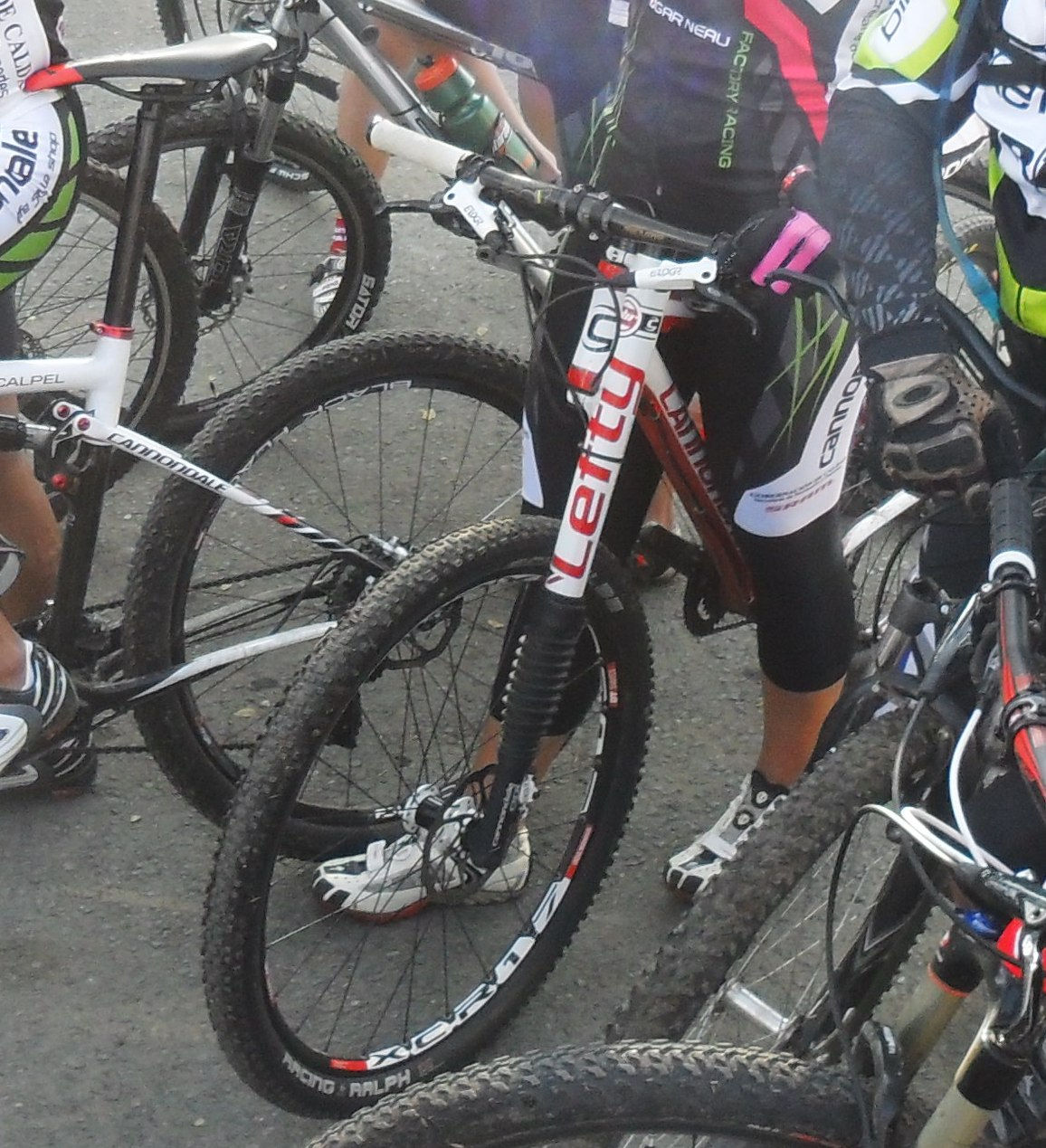
Sistema de suspensión para Lefty para bicicletas de montaña

Este tipo de horquilla utiliza un total de 88 cojinetes para reducir la fricción y así la horquilla tenga un desplazamiento más suave, con los cojinetes ayudando al desplazamiento en el recorrido de la suspensión de la horquilla. Esto elimina la flexión de los brazos de la horquilla a la vez que también suprime la fricción estática.
Las horquillas «Lefty» destacan por su especial e inusual diseño de la horquilla debido a que únicamente tiene el brazo izquierdo de la horquilla (de ahí su nombre, que proviene del inglés: left). La Lefty utiliza la misma tecnología que las horquillas Headshok de Cannondale. A pesar de su inusual apariencia, los Leftys son más ligeros, más duros y giran de un modo más preciso que cualquier otra horquilla de doble brazo del mismo trayecto de suspensión. La Lefty se monta en la mayoría de las bicicletas Cannondale de alta gama. En los últimos años las horquillas Lefty cuentan opciones de recorridos que van desde los 80mm hasta los 140mm, lo que permite que también sean instalados en bicicletas de doble suspensión.

## Las limitaciones del Lefty
El gran problema que afecta a las horquillas Lefty es su precio, ya que es significantemente superior a las horquillas de suspensión tradicionales de doble brazo. La capacidad para ser reparadas y la cantidad de repuestos también es mucho menor que las horquillas de la competencia, como son las Fox, Manitou, Rock Shox o Marzocchi. Esto hace que la venta de las Lefty se limite al mercado de bicicletas del segmento medio-alto y alto. 
La instalación de una horquilla Lefty también obliga a su vez al ciclista a la elección de un manillar, una potencia, una dirección y una rueda delantera específicas de alta gama. De hecho, las horquillas Lefty solo son compatibles con las ruedas de frenos de disco y un buje especial. Para sacar la rueda se debe usar una llave allen y desmontar la pinza de freno.